# Vallis Capella
La Vallis Capella è una struttura geologica della superficie della Luna.